# Zdzisław Kościański
Zdzisław Marian Kościański (ur. 1958) – polski historyk, regionalista, pisarz i doktor nauk humanistycznych.

## Życiorys
Absolwent Wydziału Historycznego Uniwersytetu im. Adama Mickiewicza w Poznaniu (1982). Początkowo pracował jako nauczyciel historii w Szkole Podstawowej nr 1 w Nowym Tomyślu. Przez lata związany z poznańskim Kuratorium Oświaty, w którym pracował w latach 1990-2008. Członek Towarzystwa Pamięci Powstania Wielkopolskiego 1918–1919, przewodniczący Komisji Historycznej i Archiwalnej ZG TPPW. Członek nadzwyczajny Instytutu im. gen. Stefana „Grota” Roweckiego w Lesznie.
Stopień doktora nauk humanistycznych uzyskał w 2000 roku na podstawie pracy doktorskiej: Organizacja i działania wojenne samodzielnej kawalerii polskiej w 1939 roku, napisanej pod kierunkiem Bogusława Polaka. W 2009 roku ukazała się książka: Organizacja i działania wojenne samodzielnej kawalerii polskiej w 1939 roku. Wybrane przykłady działań bojowych samodzielnej kawalerii polskiej w 1939 roku, która jest skróconą wersją rozprawy doktorskiej, uzupełnioną o najnowszą literaturę.
Autor blisko 500 publikacji naukowych i popularnonaukowych w tym kilkunastu książek. Obszar jego zainteresowań stanowi historia Polski pierwszej połowy XX wieku, w szczególności dzieje kawalerii, powstania wielkopolskiego 1918–1919 oraz Wielkopolski. Inicjator wielu sesji naukowych i popularnonaukowych również adresowanych do młodzieży; moderator licznych wystaw m.in. „Kawaleria polska 1918–1947”, „Nowotomyślanie w wojnie 1939 roku”, „Powstanie Wielkopolskie 1918–1919”. Opracował wiele biogramów powstańców m.in. na łamach zbiorowych biografii wydawanych przez Towarzystwo Pamięci Powstania Wielkopolskiego 1918/1919, pod tytułem Powstańcy wielkopolscy… Biogramy uczestników powstania wielkopolskiego 1918/1919. Zaprojektował herb gminy Kuślin.
W 2000 r. wyróżniony statuetką "Dobosz Powstania Wielkopolskiego", przyznawaną przez Zarząd Główny Towarzystwa Pamięci Powstania Wielkopolskiego 1918/1919. W 2018 r. został laureatem nagrody honorowej „Świadek Historii” przyznanej przez Instytut Pamięci Narodowej.

## Medale i odznaczenia
- Brązowy Krzyż Zasługi (2007)[10],
- Złoty Krzyż Zasługi (2015)[11],
- Krzyż Kawalerski Orderu Odrodzenia Polski (2022)[12]
- Medal Komisji Edukacji Narodowej (2004),
- Medal „Pro Patria” (2014),
- Odznaka honorowa „Za zasługi dla województwa wielkopolskiego” (2008),
- "Dobosz Powstania Wielkopolskiego" od ZG TPPW (2000)[13],
- Odznaka honorowa „Za Zasługi dla Związku Kombatantów RP i Byłych Więźniów Politycznych” (2011).

## Publikacje
- 18 Pułk Ułanów Pomorskich w wojnie obronnej 1939 roku, Grudziądz 2006.
- Bitwa nad Bzurą, GROT. Zeszyty historyczne, 3(2000).
- "Dowborczycy". Uwagi i refleksje w 95. rocznicę sformowania I Korpusu Polskiego w Rosji przez gen. broni Józefa Dowbor-Muśnickiego oraz o generale Michale Milewskim – dowborczyku, dowódcy późniejszego frontu zachodniego Powstania Wielkopolskiego, Wielkopolski Powstaniec, Poznań (18)2012.
- Kawaleria i kawalerzyści II Rzeczypospolitej a order wojenny Virtuti Militari, [w:] Kawalerowie Virtuti Militari (1792–1945). Materiały z ogólnopolskiej konferencji naukowej, red. B. Polak, Koszalin 1993.
- Kawaleria Korpusu Ochrony Pogranicza w latach 1924–1939, Przegląd Kawalerii i Broni Pancernej, (149)1995.
- Kawaleria polska na Grodzieńszyczyźnie w walce z wojskami sowieckimi, Wiadomości nowotomyskie, (5)1992.
- Lwówecko-posadowski rodowód 16 (2) pułku ułanów Wielkopolskich im. gen. dyw. Gustawa Orlicz-Dreszera, Lwówek 1999.
- Nowotomyska lista katyńska: historia i pamięć, Nowy Tomyśl 2010.
- Organizacja i działania wojenne samodzielnej kawalerii polskiej w 1939 roku. Wybrane przykłady działań bojowych samodzielnej kawalerii polskiej w 1939 roku, Leszno 2009.
- O tych Wielkopolanach nie wolno było pamiętać…, Opalenica 2008.
- [pod redakcją z Bogumiłem Wojcieszakiem] Trzeba było pójść... Powiat Nowotomyski 1918–1919. Historia i pamięć, Nowy Tomyśl 2010.
- [pod redakcją z Zenonem Wartelem] Zachowane mogiły powstańców wielkopolskich poległych i zmarłych w czasie walk powstańczych 1918/1919, Poznań 2003.
- [współautor z Eligiuszem Tomkowiakiem] Bukowianie w Powstaniu Wielkopolskim 1918–1919, Buk 2008.
- [współautor z Eligiuszem Tomkowiakiem] Mieszkańcy gminy Dopiewo w Powstaniu Wielkopolskim w latach 1918–1919, Dopiewo 2009.
- [współautor z Eligiuszem Tomkowiakiem] Niepodległościowe tradycje gminy Rakoniewice, Rakoniewice 2010.